# Willian Felipe Ordóñez
Willian Felipe Ordóñez Landazury (Barbacoas (Nariño); 2 de febrero de 2004) es un futbolista colombiano que juega como mediocampista y su equipo actual es el Deportivo Pasto de la Primera División de Colombia.

## Trayectoria
El volante de 17 años, revelación de Fuerzas Básicas Deportivo Pasto  en el campeonato nacional sub-17, recibe el visto bueno de las directivas del equipo Nariñense y firma así, su primer contrato profesional.
Recordemos que "Popocho" debutó en la máxima división del fútbol profesional colombiano, el pasado 8 de noviembre frente a Águilas Doradas, donde maravillo a la afición.
En 2022, Willian Felipe Ordóñez el jugador de Deportivo Pasto es convocado a la selección de fútbol sub-20 de Colombia.
Para el 2023, Willian Felipe Ordóñez, llega a ser parte del club Atlético Huila para el segundo semestre de temporada. El futbolista que sería cedido en condición de préstamo por Deportivo Pasto al cuadro huilense, venía siendo observado por Independiente del Valle, club que hace parte del conglomerado deportivo que adquirió recientemente al conjunto de la ciudad de Neiva.
Para el 2024,regresa al Deportivo Pasto tras su préstamo al Atlético Huila para disputar el Torneo Finalización 2024 de Colombia.

## Características
"Volante creativo de buena condición técnica, excelente visión de juego, buen remate de media distancia, regateador desequilibrante" así lo describe el técnico Diego F. Dulce.

## Clubes
| Club            | País     | Año         |
| --------------- | -------- | ----------- |
| Deportivo Pasto | Colombia | 2021 - 2023 |
| Atlético Huila  | Colombia | 2023 - 2024 |
| Deportivo Pasto | Colombia | 2025 - Act  |